# Tuffi ai III Giochi europei - Squadra mista
La competizione di squadra mista' ai Giochi europei di Kraków Małopolska 2023 si è svolta il 22 giugno 2023, presso l'Arena dei tuffi di Rzeszów, in Polonia. Per la prima volta, i campionati europei di tuffi sono stati integrati nei Giochi europei, la competizione ha quindi assegnato anche il titoli dell'8ª edizione dei campionati europei di tuffi.
La finale si è svolta alle ore 17:00.

## Risultati
| Class   | Nazione       | Tuffattori                                                                      | T1    | T2    | T3    | T4    | T5    | T6    | Totale |
| ------- | ------------- | ------------------------------------------------------------------------------- | ----- | ----- | ----- | ----- | ----- | ----- | ------ |
| Oro     | Ucraina       | Ksenija Bajlo Danylo Konovalov Hanna Pys'mens'ka Oleksij Sereda                 | 60.75 | 68.25 | 72.00 | 72.00 | 91.80 | 73.50 | 438.30 |
| Argento | Italia        | Sarah Jodoin Di Maria Lorenzo Marsaglia Chiara Pellacani Eduard Timbretti Gugiu | 64.50 | 61.25 | 64.50 | 60.80 | 72.00 | 75.20 | 398.25 |
| Bronzo  | Spagna        | Valeria Antolino Alberto Arévalo Rocío Velázquez Carlos Camacho                 | 50.40 | 68.40 | 67.50 | 62.35 | 62.40 | 70.40 | 381.45 |
| 4       | Germania      | Timo Barthel Lena Hentschel Moritz Wesemann Christina Wassen                    | 36.00 | 89.30 | 66.00 | 56.00 | 59.40 | 70.40 | 377.10 |
| 5       | Francia       | Juliette Landi Jules Bouyer Jade Gillet Alexis Jandard                          | 47.25 | 69.75 | 46.20 | 39.20 | 67.20 | 72.00 | 341.60 |
| 6       | Norvegia      | Caroline Kupka Isak Borslien Helle Tuxen                                        | 48.60 | 48.05 | 58.50 | 47.85 | 67.20 | 33.60 | 303.80 |
| 7       | Gran Bretagna | Desharne Bent-Ashmeil Ben Cutmore Robbie Lee Eden Cheng                         | 42.00 | 61.25 | 61.50 | 0.00  | 0.00  | 67.20 | 231.95 |
| 8       | Armenia       | Alisa Kakaryan Vladimir Harutyunyan Arman Enokyan Marat Grigoryan               | 0.00  | 49.00 | 40.50 | 42.05 | 52.80 | 31.50 | 215.85 |
| 9       | Grecia        | Theofilos Afthinos Stavroula Chalemou Grigorios Mitrou Athanasios Tsirikos      | 0.00  | 0.00  | 46.20 | 0.00  | 0.00  | 40.85 | 87.05  |